# Peter Madsen (serieskapare)
Peter Madsen, född 12 maj 1958 i Århus, är en dansk serieskapare och filmregissör. Madsen är kanske mest känd som tecknare av serien Valhall, en humoristisk serie baserad på nordisk mytologi. Han har även bearbetat delar av Bibeln till serieform.

## Biografi

### Uppväxt och studier
Madsen föddes 1958 i danska Århus. I barndomen flyttade familjen runt en hel del, men till slut slog man sig ned i Roskilde. Peter Madsen fick sina första serier publicerade vid 15 års ålder. Han valde dock att ägna sig åt läkarstudier, vilka upptog stora delar av hans tid åren 1980–1984.

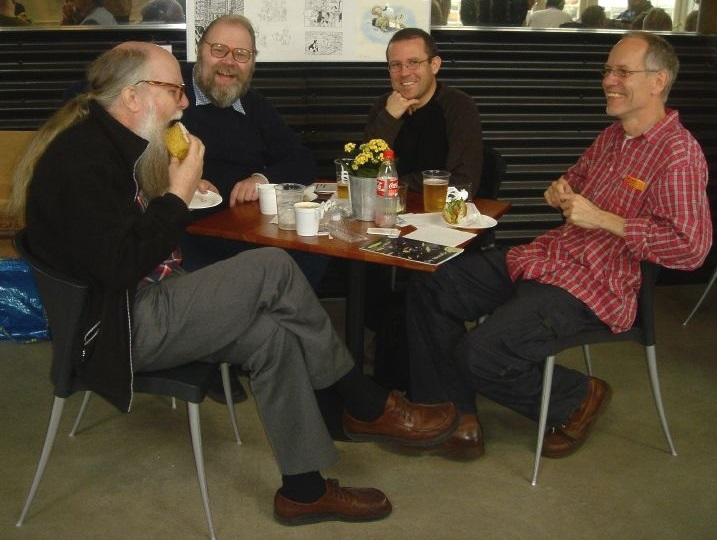
Peter Madsen (i mitten), tillsammans med de andra Valhall-skaparna Per Vadmand, Hans Rancke-Madsen och Henning Kure på seriefestivalen Komiks.dk, april 2006.

### Valhall
1984 avbröt Peter Madsen studierna för arbetet som regissör på den tecknade långfilmen Valhalla (svenska: Valhall). Den baserades på den tecknade serien med samma namn, där det första albumet kom 1979. Serien hade skapats i slutet av 1970-talet, i ett samarbete med förläggaren och idégivaren Henning Kure (Interpresse) och författaren Hans Rancke-Madsen, och delvis producerats parallellt med Madsens läkarstudier. Hösten 1976, när Madsen fortfarande gick på gymnasiet, kontaktades Peter Madsen av Interpresse-redaktören Kure som ville göra en komisk äventyrsserie om vikingar. Efter ett tag bytte man spår från vikingar till fornnordiska gudar, och när Madsen 1977 slutade gymnasiet fick han anställning på Interpresse som ateljétecknare med mål att teckna den första Valhall-historien.
I den här komiska äventyrsserien baserad på de nordiska gudasagorna kom Madsen främst att fungera som seriens tecknare, även om han bidrog med många tillägg i manus. Mellan 1982 och 1987 låg produktionen av serien nere, medan alla krafter ägnades åt den animerade långfilmen.

### Kortare serier
1990 kom Grønlands dagbog ut som album. Den är en beskrivning i serier och bilder av en resa till Grönland som Peter Madsen och hans far gjorde sommaren 1980. Den är utarbetad i olika stilar, både i färg och i svart-vitt. En snarlik samling serier och teckningar är Hen ad vejen (1983), där Madsen samlade teckningar och serier från åren 1975 till 1982. I den fanns bland annat ett par tydligt Jeff Jones-inspirerade (i tidiga år var Madsen mycket påverkad av denne amerikanske serieskapares abstrakta och poetiska små berättelser) kortserier från 1976 och 1977.

### Svenska år
Peter Madsen bodde i början av 1990-talet i Sverige, närmare bestämt i Mora. Där skaffade han hösten 1990 gemensam tecknarateljé tillsammans med svenske serieskaparen Anders Westerberg. I Sverige kom Madsens fru att arbeta på kvinnokliniken på lasarettet (arbetsvillkoren i yrket var mycket bättre i Sverige än hemma), och den skidintresserade familjens två små barn skulle få chansen att se något annat än bara Danmark. Dessutom fanns det en annan orsak:
| ”                     | Jag tecknar mycket natur, och det är mycket av ”sagoteckningar” i mina serier. /…/ För oss är det faktiskt väldigt exotiskt på något sätt. /…/ Jag får mycket inspiration varje dag, när jag vaknar upp om morgonen och får se snön och himlen… | „ |
| – Peter Madsen, 1990, | |   |

### Bibliska berättelser
1995 presenterades Människosonen (danska: Menneskesønnen), en serieroman med både text och bild av Peter Madsen. Den 136-sidiga historien, med undertiteln "Berättelsen om Jesus", baserar sig på Jesu liv enligt de fyra evangelierna i Nya Testamentet. I det ambitiösa projektet frångick Madsen sin Valhall-stil och arbetade ut serien som målad akvarell, utan konturteckning. Produktionen tog över tre års tid, inklusive dokumentation på plats i Israel. I Danmark har boken sålts i över 150 000 exemplar, och översättningar har kommit på fyra språk.
Serieromanen kom ut på danska hos Det Danske Bibelselskab. För samma förlag skulle Madsen under de kommande åren ge ut ett antal andra mer eller mindre bibelinspirerade verk. 1999 kom Historien om Job, 2003 Signes jul och 2008 Rejsen til Jerusalem. Signes jul (skriven tillsammans med Johannes Møllehave) marknadsfördes som en "julebog for hele familien", och Rejsen til Jerusalem var en bok om påsken. För Religionspædagogisk forlag producerade Madsen 2000 illustrationerna till Skolebibelen (nyutgiven 2006 som Bibelen – i ord og billeder).

### Nyare produktioner
Peter Madsen tillhör de danska serieskapare som även tagit sig an H.C. Andersens berättarskatt. I Madsens fall blev det Historien om en mor (2004), målad i akvarell och gouache i en stil snarlik Människosonen.
Sedan 2009 har Madsen tillsammans med sin hustru Sissel Bøe producerat bilderboksserien Trollskogen (danska: Troldeliv). Fram till 2012 har det kommit nio böcker i serien på danska och minst fem på svenska.
2012 publicerades Madsens Tegn og fortel, en pedagogisk bok om hur man berättar historier i bild, ut på danska. Den svenska översättningen publicerades september 2013 under titeln Teckna & berätta.

## Övriga verk
Peter Madsen har vid sidan av sina serier och filmer arbetat en hel del som illustratör av böcker, affischer, skivomslag, kataloger med mera. 2002 tecknade han ett Valhall-frimärke för Post Danmark.

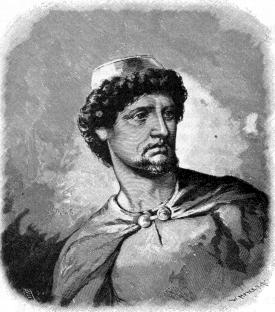
Loke är Peter Madsens egen favorit bland Valhall-figurerna. Bilden är från Nils Fredrik Sanders svenska utgåva av Den poetiska Eddan från 1893.

## Bibliografi (huvudsakliga verk)

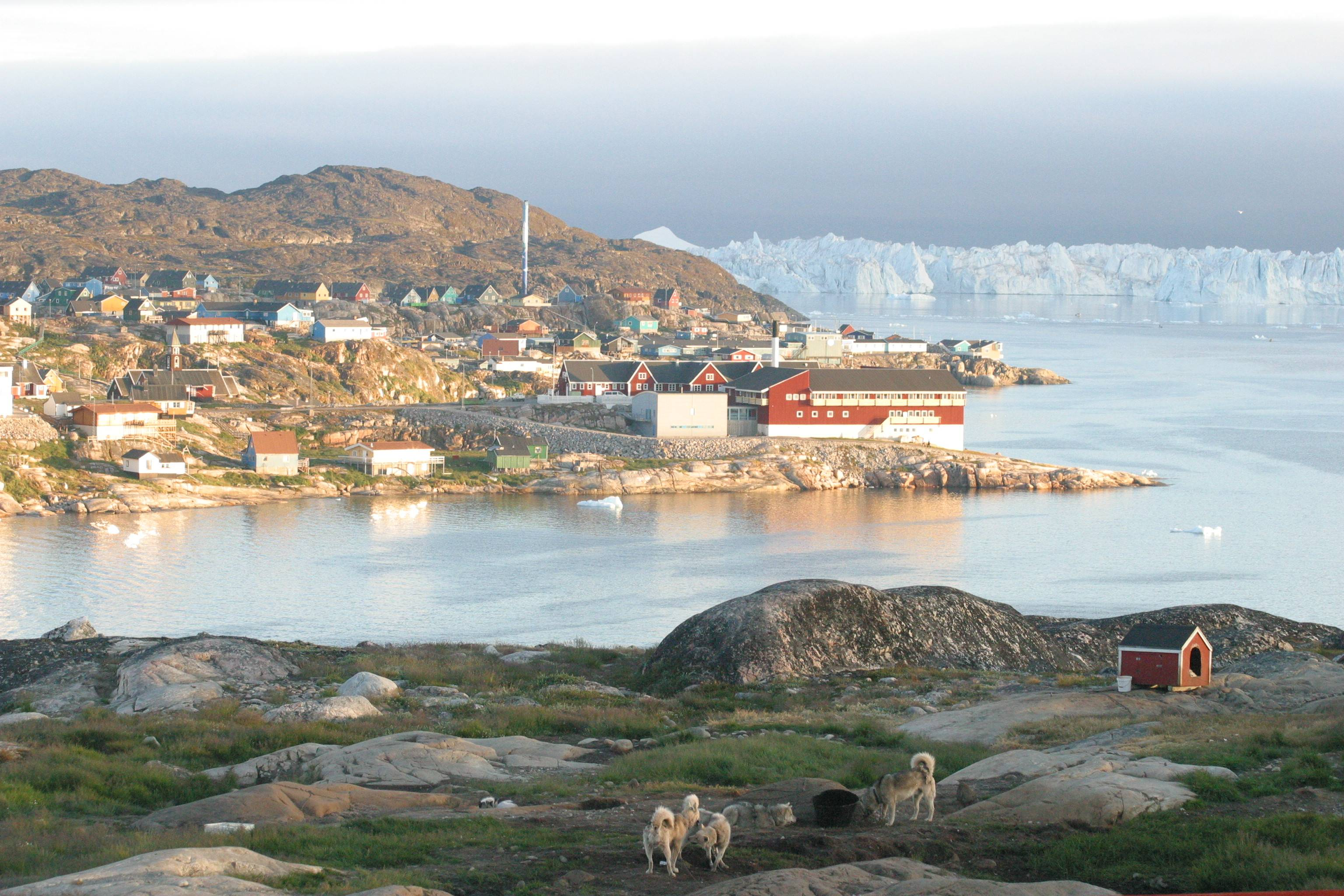
"Sommaren" 1980 besökte Peter Madsen med sin far Ilulissat (Jakobshavn) på nordvästra Grönland. Minnena från resan kom 1990 ut i tecknad form, som Grønlandsk dagbog.